# Émile Yung
Pour les articles homonymes, voir Yung.
Émile Yung (6 juin 1854 - 2 février 1918) est un biologiste suisse.
Il fut le collaborateur de Carl Vogt à l'Université de Genève à partir de 1876. Il le remplaça à sa mort en 1895.
Il fit plusieurs séjours de recherche à la station de biologie marine de Roscoff, où il rencontra Yves Delage.
Il a mené différentes expériences sur le développement des animaux. Il est connu pour ses travaux sur l'influence du milieu sur le développement des têtards.
Son portrait peint par Ferdinand Hodler en 1890 se trouve au Musée Jenisch, à Vevey. Une rue de Genève a reçu son nom (à Plainpalais, au nord du site principal des hôpitaux universitaires de Genève).